# Trigger
"Trigger" je singl melodične death metal grupe In Flames. Objavljen je 2003. godine. Naslovna pjesma "Trigger" nalazi se na albumu Reroute to Remain.

## Popis pjesama
1. "Trigger" (Single Edit)
2. "Watch Them Feed"
3. "Land of Confusion" (obrada Genesisa)
4. "Cloud Connected" (Club Connected Remix)
5. "Moonshield" (C64 Karaoke Version)

## Osoblje
In Flames
- Anders Fridén - vokali
- Jesper Strömblad - gitara
- Björn Gelotte - gitara
- Peter Iwers - bas
- Daniel Svensson - bubnjevi

## Zanimljivosti
Spot za pjesmu "Trigger" prikazuje In Flames kako svira u klubu dok ih neprestano ometaju članovi Soilworka sa stankama u kojima se prikazuju snimke ostalih incidenata između dvije grupe. Soilworkov spot za pjesmu "Rejection Role" pokazuje istu situaciju samo što Soilwork svira, a članovi In Flamesa su nasilnici. Oba spota prikazuju drugi sastav kako se vozi u kamionu u klub i iz njega. Dok neki vjeruju da su svađe između skupina stvarne, u stvarnosti su članovi sastava bliski prijatelji i odlučili su napraviti spotove kao šalu.